# Grand Prix automobile du Brésil 1986
Résultats du Grand Prix du Brésil de Formule 1 1986 qui a eu lieu sur le circuit de Jacarepagua à Rio de Janeiro le 23 mars 1986.

## Classement
| Pos. | No | Pilote             | Écurie                 | Tours | Temps/Abandon                      | Grille | Points |
| ---- | -- | ------------------ | ---------------------- | ----- | ---------------------------------- | ------ | ------ |
| 1    | 6  | Nelson Piquet      | Williams-Honda         | 61    | 1 h 39 min 32 s 583 (184,980 km/h) | 2      | 9      |
| 2    | 12 | Ayrton Senna       | Lotus-Renault          | 61    | + 34 s 827                         | 1      | 6      |
| 3    | 26 | Jacques Laffite    | Ligier-Renault         | 61    | + 59 s 759                         | 5      | 4      |
| 4    | 25 | René Arnoux        | Ligier-Renault         | 61    | + 1 min 28 s 429                   | 4      | 3      |
| 5    | 3  | Martin Brundle     | Tyrrell-Renault        | 60    | + 1 tour                           | 17     | 2      |
| 6    | 20 | Gerhard Berger     | Benetton-BMW           | 59    | + 2 tours                          | 16     | 1      |
| 7    | 4  | Philippe Streiff   | Tyrrell-Renault        | 59    | + 2 tours                          | 18     |        |
| 8    | 8  | Elio De Angelis    | Brabham-BMW            | 58    | + 3 tours                          | 14     |        |
| 9    | 11 | Johnny Dumfries    | Lotus-Renault          | 58    | + 3 tours                          | 11     |        |
| 10   | 19 | Teo Fabi           | Benetton-BMW           | 56    | + 5 tours                          | 12     |        |
| Abd. | 18 | Thierry Boutsen    | Arrows-BMW             | 37    | Échappement                        | 15     |        |
| Abd. | 27 | Michele Alboreto   | Ferrari                | 35    | Pompe à essence                    | 6      |        |
| Abd. | 1  | Alain Prost        | McLaren-TAG            | 30    | Moteur                             | 9      |        |
| Abd. | 22 | Christian Danner   | Osella-Alfa Romeo      | 29    | Moteur                             | 24     |        |
| Abd. | 28 | Stefan Johansson   | Ferrari                | 26    | Sortie de piste                    | 8      |        |
| Abd. | 16 | Patrick Tambay     | Lola-Hart              | 24    | Batterie                           | 13     |        |
| Abd. | 7  | Riccardo Patrese   | Brabham-BMW            | 21    | Fuite d'eau                        | 10     |        |
| Abd. | 14 | Jonathan Palmer    | Zakspeed               | 20    | Moteur                             | 21     |        |
| Abd. | 17 | Marc Surer         | Arrows-BMW             | 19    | Surchauffe                         | 20     |        |
| Abd. | 24 | Alessandro Nannini | Minardi-Motori Moderni | 18    | Fuite d'huile                      | 25     |        |
| Abd. | 23 | Andrea De Cesaris  | Minardi-Motori Moderni | 16    | Turbo                              | 22     |        |
| Abd. | 21 | Piercarlo Ghinzani | Osella-Alfa Romeo      | 16    | Moteur                             | 23     |        |
| Abd. | 2  | Keke Rosberg       | McLaren-TAG            | 6     | Moteur                             | 7      |        |
| Abd. | 15 | Alan Jones         | Lola-Hart              | 5     | Panne électrique                   | 19     |        |
| Abd. | 5  | Nigel Mansell      | Williams-Honda         | 0     | Accident                           | 3      |        |

## Pole position et record du tour
- Pole position : Ayrton Senna en 1 min 25 s 501 (vitesse moyenne : 211,829 km/h).
- Meilleur tour en course : Nelson Piquet en 1 min 33 s 546 au 46e tour (vitesse moyenne : 193,612 km/h).

## Tours en tête
- Ayrton Senna : 4 (1-2 / 19 / 41)
- Nelson Piquet : 50 (3-18 / 27-40 / 42-61)
- Alain Prost : 7 (20-26)

## À noter
- 14e victoire pour Nelson Piquet.
- 23e victoire pour Williams en tant que constructeur.
- 8e victoire pour Honda en tant que motoriste.
- 1er Grand Prix pour Alessandro Nannini.
- 1er Grand Prix pour Benetton Formula.